# Софі Тетчер
Софі Тетчер (англ. Sophie Thatcher; нар. 18 жовтня 2000, Чикаго, Іллінойс, США) — американська акторка театру, кіно та телебачення, найбільш відома за ролями Сі у стрічці «Перспектива» та Джанін у фільмі «Людина майбутнього».

## Життєпис
Софі Тетчер навчалася у середній школі Ніколас в Еванстоні, штат Іллінойс. З четвертого класу брала уроки співу та акторського мистецтва. Згодом закінчила Школу образотворчих та виконавських мистецтв Чиказького колумбійського коледжу. Під час навчання виступала у виставах коледжу.
Зіграла у мюзиклах «Олівер!» (Ліонеля Бартона), «Таємний сад» (за мотивами однойменного твору Френсіс Годжсон Бернетт), «Сеуссікал» (за творами Теодора Сьюза Ґейзела) та роль Анни Франк у виставі «Щоденник Анни Франк». 
Софі Тетчер дебютувала у кінематографі у 2015 році, виконавши головну роль у короткометражній стрічці «Стає сильнішою».
У 2018 році Софі Тетчер виконала головну роль у науково-фантастичній стрічці «Перспектива». Наступного року виконала одну з головних ролей у драматичному фільмі «Людина майбутнього».
Софі Тетчер також зіграла у телесеріалах «Поліція Чикаго», «Екзорцист» та «Медики Чикаго».

## Фільмографія
| Рік       |    | Українська назва               | Оригінальна назва           | Роль             |
| --------- | -- | ------------------------------ | --------------------------- | ---------------- |
| 2015      | кф | Стає сильнішою                 | Growing Strong              | Лілі Стронґ      |
| 2016      | с  | Поліція Чикаго                 | Chicago P.D.                | Каролін Кліффорд |
| 2016      | с  | Екзорцист                      | The Exorcist                | юна Ріган МакНіл |
| 2017      | кф | Будинок Дебса                  | Deb's House                 | Дейрдр           |
| 2018      | ф  | Перспектива                    | Prospect                    | Сі               |
| 2018      | с  | Медики Чикаго                  | Chicago Med                 | Деб              |
| 2019      | ф  | Людина майбутнього             | The Tomorrow Man            | Джанін           |
| 2020      | с  | Коли загоряються вуличні вогні | When the Streetlights Go On | Бекі Монро       |
| 2021—2023 | с  | Шершні                         | Yellowjackets               | Наталі           |
| 2022      | кф |                                | Blink                       | Мері             |
| 2022      | с  | Книга Боби Фетта               | The Book of Boba Fett       | Дреш             |
| 2023      | ф  | Бугімен                        | The Boogeyman               | Сейді Гарпер     |
| 2024      | ф  | МаХХХін                        | MaXXXine                    | FX-художниця     |
| 2024      | ф  | Єретик                         | Heretic                     | сестра Барнс     |
| 2025      | ф  | Компаньйон                     | Companion                   | Айріс            |

### Музичні відео
- Pavement — "Harness Your Hopes" (2022)

## Премії та номінації
| Рік  | Нагорода    | Категорія                     | Фільм         | Результат |
| ---- | ----------- | ----------------------------- | ------------- | --------- |
| 2018 | «FilmQuest» | Найкраща перспективна акторка | «Перспектива» | Перемога  |